# Gand-Wevelgem 1961
 (novembre 2021).
La 23e édition de Gand-Wevelgem a eu lieu le 16 avril 1961. La course est remportée par le Belge Frans Aerenhouts (Mercier-Hutchinson-BP) qui parcourt les 231 kilomètres en 5 h 36 min 28 s. C'est la seconde victoire de Frans Aerenhouts à Wevelgem après son succès lors de l'édition précédente.
123 coureurs ont pris le départ et 66 ont terminé la course.

## Classement final
| Place | Coureur           | Équipe                | Temps           |
| ----- | ----------------- | --------------------- | --------------- |
| 1     | Frans Aerenhouts  | Mercier-Hutchinson-BP | 5 h 36 min 28 s |
| 2     | Raymond Impanis   | Faema                 | m.t.            |
| 3     | Yvo Molenaers     | Carpano               | m.t.            |
| 4     | André Noyelle     | Wiel's-Flandria       | m.t.            |
| 5     | Marcel Janssens   | Dr. Mann              | m.t.            |
| 6     | Armand Desmet     | Faema                 | m.t.            |
| 7     | Gilbert Desmet    | Carpano               | à 7 s           |
| 8     | Arthur Decabooter | Groene Leeuw          | m.t.            |
| 9     | Rik Luyten        | Wiel's-Flandria       | m.t.            |
| 10    | Norbert Kerckhove | Dr. Mann              | m.t.            |